# Renger van der Zande
Renger Adriaan van der Zande (* 16. Februar 1986 in Dodewaard) ist ein niederländischer Rennfahrer. Er ist der Sohn des Psychologen Ronald van der Zande, dem nationalen Niederländischen Rallycross-Meister 1978 auf VW Golf 1600 (Nothelle). 2011 startete er für Persson Motorsport in der DTM.

## Karriere
Van der Zande begann seine Motorsportkarriere 1999 im Kartsport, in dem er bis 2003 aktiv war. 2004 startete der junge Rennfahrer erstmals in der niederländischen Formel Renault und wurde schließlich Siebenter der Gesamtwertung. Ein Jahr später sicherte er sich den Meistertitel dieser Serie. 2005 war er außerdem noch in der deutschen Formel-Renault-Serie, die er als Fünfter beendet, aktiv. 2006 wechselte er in die Deutsche Formel 3 und wurde Vierter in der Gesamtwertung. Außerdem nahm er im folgenden Winter an einigen Rennen der A1 Grand Prix teil.
2007 wechselte Van der Zande in die Formel-3-Euroserie und fuhr für das Prema Powerteam. Mit einem Sieg im Sprintrennen auf dem Circuit de Catalunya als bestes Ergebnis wurde er Elfter in der Gesamtwertung. Auch 2008 startete Van der Zande in der Formel-3-Euroseries. Erneut für das Prema Powerteam fahrend gewann er die Sprintrennen in Hockenheim und Zandvoort, welches sein Heimrennen war. Am Saisonende lag Van der Zande auf Platz vier in der Gesamtwertung.
In der GP2-Asia-Serie-Saison 2008/2009 startete Van der Zande beim zweiten Rennen in Dubai für Arden International als Ersatz für Mika Mäki. Van der Zande holte keine Punkte und wurde bereits beim nächsten Rennwochenende durch Edoardo Mortara ersetzt. 2009 startete van der Zande in der britischen Formel-3-Meisterschaft. Nachdem er als Zweitplatzierter der Meisterschaft ein Rennwochenende vor Schluss keine Chance mehr auf den Titel hatte, beendete er sein Engagement vorzeitig. Mit drei Siegen belegte van der Zande am Saisonende den dritten Gesamtrang. Nachdem er bereits an einem Rennwochenende der Formel-3-Euroserie teilgenommen hatte, kehrte er, nachdem er aus der britischen Formel-3-Meisterschaft ausgestiegen war, in die Formel-3-Euroserie zurück und gewann direkt das Sonntagsrennen. In der Gesamtwertung belegte er den 15. Gesamtrang. 2010 startete er für RSC Mücke Motorsport in der neugegründeten GP3-Serie. Wie seine beiden Teamkollegen machte er in der GP3-Serie nicht auf sich aufmerksam. Ein dritter Platz blieb sein einziges Resultat in den Punkten. Am Saisonende belegte er den 21. Platz im Gesamtklassement. Sein Team belegte den letzten Platz in der Teamwertung. Außerdem absolvierte er zwei Gaststarts in der Formel-3-Euroserie.
2011 wechselte van der Zande in den Tourenwagensport zu Persson Motorsport in die DTM. Er erhielt eine AMG-Mercedes C-Klasse aus dem Jahr 2008. Beim Rennen in Valencia kam er auf dem fünften Platz ins Ziel, da sein Auto in der Qualifikation jedoch nicht den Regeln entsprach, wurde er disqualifiziert. Die Saison beendete er ohne Punkte. Zwei zehnte Plätze waren seine besten Platzierungen.

## Statistik

### Karrierestationen
| - 1999–2003: Kartsport - 2004: Niederländische Formel Renault (Platz 7) - 2005: Niederländische Formel Renault (Meister) - 2006: Deutsche Formel 3 (Platz 4) | - 2007: Formel-3-Euroserie (Platz 11) - 2008: Formel-3-Euroserie (Platz 4) - 2009: Britische Formel 3 (Platz 3) - 2009: Formel-3-Euroserie (Platz 15) | - 2010: GP3-Serie (Platz 21) - 2011: DTM - 2012: FIA-Langstrecken-Weltmeisterschaft |

### Einzelergebnisse in der GP3-Serie
| Jahr | Team                 | 1   | 2   | 3   | 4   | 5   | 6   | 7   | 8   | 9   | 10  | 11  | 12  | 13  | 14  | 15  | 16  | Punkte | Rang |
| ---- | -------------------- | --- | --- | --- | --- | --- | --- | --- | --- | --- | --- | --- | --- | --- | --- | --- | --- | ------ | ---- |
| 2010 | RSC Mücke Motorsport | ESP | ESP | TUR | TUR | ESP | ESP | GBR | GBR | GER | GER | HUN | HUN | BEL | BEL | ITA | ITA | 6      | 21.  |
| 2010 | RSC Mücke Motorsport | 15  | 24  | DNF | DNF | DNF | 24  | 11  | 7   | 3   | DNF | 9   | DNF | DNF | DNF | DNF | DNF | 6      | 21.  |

### Le-Mans-Ergebnisse
| Jahr | Team                      | Fahrzeug            | Teamkollege              | Teamkollege       | Platzierung | Ausfallgrund    |
| ---- | ------------------------- | ------------------- | ------------------------ | ----------------- | ----------- | --------------- |
| 2018 | DragonSpeed 10 Star       | Dallara BR1         | Henrik Hedman            | Ben Hanley        | Ausfall     | Unfall          |
| 2019 | DragonSpeed               | BR Engineering BR1  | Henrik Hedman            | Ben Hanley        | Ausfall     | Getriebeschaden |
| 2020 | DragonSpeed USA           | Oreca 07            | Henrik Hedman            | Ben Hanley        | Rang 16     |                 |
| 2021 | Inter Europol Competition | Oreca 07            | Jakub Śmiechowski        | Alex Brundle      | Rang 10     |                 |
| 2022 | JMW Motorsport            | Ferrari 488 GTE Evo | Jason Hart               | Mark Kvamme       | Rang 50     |                 |
| 2023 | Cadillac Racing           | Cadillac V-Series.R | Sébastien Bourdais       | Scott Dixon       | Rang 4      |                 |
| 2024 | Cadillac Racing           | Cadillac V-Series.R | Sébastien Bourdais       | Scott Dixon       | Ausfall     | Elektrikschaden |
| 2025 | United Autosports         | Oreca 07            | David Heinemeier Hansson | Pietro Fittipaldi | Rang 24     |                 |

### Sebring-Ergebnisse
| Jahr | Team                                         | Fahrzeug            | Teamkollege        | Teamkollege              | Teamkollege | Platzierung | Ausfallgrund |
| ---- | -------------------------------------------- | ------------------- | ------------------ | ------------------------ | ----------- | ----------- | ------------ |
| 2014 | Starworks Motorsport                         | Oreca FLM09         | Sam Bird           | Martín Fuentes           | David Cheng | Rang 21     |              |
| 2015 | Starworks Motorsport                         | Oreca FLM09         | Alex Popow         | Mirco Schultis           |             | Rang 25     |              |
| 2016 | Starworks Motorsport                         | Oreca FLM09         | Alex Popow         | David Heinemeier Hansson |             | Rang 16     |              |
| 2017 | VisitFlorida Racing                          | Multimatic Riley    | Marc Goossens      | René Rast                |             | Rang 36     |              |
| 2018 | Konica Minolta Cadillac DPi-V.R              | Cadillac DPi-V.R    | Jordan Taylor      | Ryan Hunter-Reay         |             | Rang 2      |              |
| 2019 | Konica Minolta Cadillac DPi-V.R              | Cadillac DPi-V.R    | Jordan Taylor      | Matthieu Vaxivière       |             | Rang 2      |              |
| 2020 | Wayne Taylor Racing                          | Cadillac DPi-V.R    | Ryan Briscoe       | Scott Dixon              |             | Rang 7      |              |
| 2021 | Cadillac Chip Ganassi Racing                 | Cadillac DPi-V.R    | Kevin Magnussen    | Scott Dixon              |             | Rang 5      |              |
| 2022 | Cadillac Racing                              | Cadillac DPi-V.R    | Sébastien Bourdais | Ryan Hunter-Reay         |             | Rang 34     |              |
| 2023 | Cadillac Racing                              | Cadillac V-Series.R | Sébastien Bourdais | Scott Dixon              |             | Ausfall     | Wagenbrand   |
| 2024 | Cadillac Racing                              | Cadillac V-Series.R | Sébastien Bourdais | Scott Dixon              |             | Rang 2      |              |
| 2025 | Acura Meyer Shank Racing with Curb-Agajanian | Acura ARX-06        | Alex Palou         | Nick Yelloly             |             | Rang 3      |              |

### Einzelergebnisse in der FIA-Langstrecken-Weltmeisterschaft
| Saison  | Team                        | Rennwagen                      | 1   | 2   | 3   | 4   | 5   | 6   | 7   | 8   |
| ------- | --------------------------- | ------------------------------ | --- | --- | --- | --- | --- | --- | --- | --- |
| 2012    | Lotus                       | Lola B12/80                    | SEB | SPA | LEM | SIL | SAO | BAH | FUJ | SHA |
| 2012    | Lotus                       | Lola B12/80                    | DNF |     |     |     |     |     |     |     |
| 2018/19 | Dragonspeed                 | Dallara BR1 BR Engineering BR1 | SPA | LEM | SIL | FUJ | SHA | SEB | SPA | LEM |
| 2018/19 | Dragonspeed                 | Dallara BR1 BR Engineering BR1 |     | DNF | 25  |     | 6   | DNF |     | DNF |
| 2019/20 | Dragonspeed                 | Oreca 07                       | SIL | FUJ | SHA | BAH | AUS | SPA | LEM | BAH |
| 2019/20 | Dragonspeed                 | Oreca 07                       |     |     |     | 16  |     |     |     |     |
| 2021    | Inter Europol               | Oreca 07                       | SPA | POR | MON | LEM | BAH | BAH |     |     |
| 2021    | Inter Europol               | Oreca 07                       | 8   | 8   | 7   | 10  | 12  | 8   |     |     |
| 2022    | JMW Motorsport Vektor Sport | Ferrari 488 GTE Oreca 07       | SEB | SPA | LEM | MON | FUJ | BAH |     |     |
| 2022    | JMW Motorsport Vektor Sport | Ferrari 488 GTE Oreca 07       |     |     | 50  |     | 13  | 13  |     |     |
| 2023    | Cadillac Racing             | Cadillac V-Series.R            | SEB | POR | SPA | LEM | MON | FUJ | BAH |     |
| 2023    | Cadillac Racing             | Cadillac V-Series.R            |     |     | DNF | 4   |     |     |     |     |
| 2024    | Cadillac Racing             | Cadillac V-Series.R            | KAT | IMO | SPA | LEM | SAO | AUS | FUJ | BAH |
| 2024    | Cadillac Racing             | Cadillac V-Series.R            | DNF |     |     |     |     |     |     |     |
| 2025    | United Autosports           | Oreca 07                       | KAT | IMO | SPA | LEM | SAO | AUS | FUJ | BAH |
| 2025    | United Autosports           | Oreca 07                       | 24  |     |     |     |     |     |     |     |

### Einzelergebnisse in der DTM
| Saison | Team               | Hersteller | 1   | 2   | 3   | 4   | 5   | 6   | 7   | 8   | 9   | 10  | Punkte | Rang |
| ------ | ------------------ | ---------- | --- | --- | --- | --- | --- | --- | --- | --- | --- | --- | ------ | ---- |
| 2011   | Persson Motorsport | Mercedes   | HO1 | ZAN | SPI | LAU | NOR | NÜR | BRH | OSC | VAL | HO2 | —      | —    |
| 2011   | Persson Motorsport | Mercedes   | 18  | 13  | 10  | 14  | 10  | 11  | 15  | DNF | DSQ | 12  | —      | —    |

| Legende  | Legende            | Legende                                                          |
| Farbe    | Abkürzung          | Bedeutung                                                        |
| -------- | ------------------ | ---------------------------------------------------------------- |
| Gold     | –                  | Sieg                                                             |
| Silber   | –                  | 2. Platz                                                         |
| Bronze   | –                  | 3. Platz                                                         |
| Grün     | –                  | Platzierung in den Punkten                                       |
| Blau     | –                  | Klassifiziert außerhalb der Punkteränge                          |
| Violett  | DNF                | Rennen nicht beendet (did not finish)                            |
| Violett  | NC                 | nicht klassifiziert (not classified)                             |
| Rot      | DNQ                | nicht qualifiziert (did not qualify)                             |
| Rot      | DNPQ               | in Vorqualifikation gescheitert (did not pre-qualify)            |
| Schwarz  | DSQ                | disqualifiziert (disqualified)                                   |
| Weiß     | DNS                | nicht am Start (did not start)                                   |
| Weiß     | WD                 | zurückgezogen (withdrawn)                                        |
| Hellblau | PO                 | nur am Training teilgenommen (practiced only)                    |
| Hellblau | TD                 | Freitags-Testfahrer (test driver)                                |
| ohne     | DNP                | nicht am Training teilgenommen (did not practice)                |
| ohne     | INJ                | verletzt oder krank (injured)                                    |
| ohne     | EX                 | ausgeschlossen (excluded)                                        |
| ohne     | DNA                | nicht erschienen (did not arrive)                                |
| ohne     | C                  | Rennen abgesagt (cancelled)                                      |
| ohne     | keine WM-Teilnahme |                                                                  |
| sonstige | P/fett             | Pole-Position                                                    |
| sonstige | 1/2/3/4/5/6/7/8    | Punktplatzierung im Sprint-/Qualifikationsrennen                 |
| sonstige | SR/kursiv          | Schnellste Rennrunde                                             |
| sonstige | *                  | nicht im Ziel, aufgrund der zurückgelegten Distanz aber gewertet |
| sonstige | ()                 | Streichresultate                                                 |
| sonstige | unterstrichen      | Führender in der Gesamtwertung                                   |